# Mösjön (Odensvi socken, Småland)
Mösjön är en sjö i Västerviks kommun i Småland och ingår i Storån-Botorpsströmmens kustområde. Sjön har en area på 0,206 kvadratkilometer och ligger 81,9 meter över havet.

## Delavrinningsområde
Mösjön ingår i det delavrinningsområde (642549-152399) som SMHI kallar för Ovan 642424-152603. Medelhöjden är 98 meter över havet och ytan är 13,15 kvadratkilometer. Det finns inga avrinningsområden uppströms utan avrinningsområdet är högsta punkten. Avrinningsområdets utflöde mynnar i havet. Avrinningsområdet består mestadels av skog (63 procent) och jordbruk (15 procent). Avrinningsområdet har 0,5 kvadratkilometer vattenytor vilket ger det en sjöprocent på 3,8 procent.